# Kényszertörlés
A kényszertörlés a cégjogban egy olyan eljárás, amelyet Magyarországon a 2006. évi V. törvénynek a 2013. évi CCLII. törvénnyel módosított szövege vezetett be, 2014. július 1-jei hatállyal. 
A kényszertörési eljárás részletes szabályait a törvény VIII/A. fejezete (116. - §)  tartalmazza.
A cég nevét (rövidített nevét) a kényszertörlési eljárás esetén „kényszertörlés alatt” („kt. a.”) toldattal kell használni.

## Az Alkotmánybíróság határozata
Az Alkotmánybíróság 16/2018. (X. 8.) AB számú határozatával 2018. év december 31-ei hatállyal megsemmisítette a cégnyilvántartásról szóló 2006. évi V. törvénynek azt a rendelkezését, mely szerint ha egy céget kényszertörlési eljárásban törölnek a cégjegyzékből, akkor eltiltják azt, aki az eljárás megindításakor vagy az azt megelőző évben vezető tisztségviselő, korlátlanul felelős tag, korlátolt tagi felelősséggel működő gazdasági társaságban többségi befolyással rendelkező tag volt.